# ۱۱ ربیع‌الثانی
۱۱ ربیع‌الثانی، یازدهمین روز از ماه ربیع‌الثانی در تقویم هجری قمری است.
در تقویم هجری قمری قراردادی این روزصدمین روز سال است.

## زادگان
- ۶۰۸ - ابن خلکان، تاریخ‌نگار، فقیه، ادیب و نویسنده عراقی-شامی.